# Колонізація: Вниз на Землю
"Колонізація: Вниз на Землю" (англ. Colonization: Down to Earth) — альтернативна історія та науково-фантастичний роман Гаррі Тертлдава. Це другий роман серії «Колонізація» та шоста частина серії «Світова війна».

## Сюжет
Після ядерної атаки на кораблі колоністів під час Другого контакту Раса продовжує намагатися знайти винну націю, а також мету створення великої орбітальної станції «Льюїс і Кларк», запущеної Сполученими Штатами. У той же час ряд тварин, завезених колоністами Раси, починає поширюватися серед людських націй, спричиняючи екологічні проблеми та викликаючи конфлікти між ними.
Наприкінці 1964 року у нацистській Німеччині несподівано помирає фюрер Генріх Гіммлер і його замінює Ернст Кальтенбруннер. Кальтенбруннер, розгніваний політикою пристосування Гіммлера до Раси, включаючи його відмову вторгнутися в окуповану Расою буферну державу Польщу. В 1965 році ініціює ядерну війну між Німеччиною та Расою.